# Iemisch
Lo Iemisch o tigre d'acqua è un animale leggendario che, secondo alcuni, si aggirerebbe nelle acque dei fiumi e dei laghi della Patagonia.

## Aspetto
Descritto da molti come un grande animale scuro, dal corpo lungo e basso e dai denti da cane, si è ipotizzato che lo Iemisch possa essere una specie ancora ignota di bradipo o di lontra gigante. Si dice che lo Iemisch sia lungo anche più di tre metri e sia capace di afferrare e trascinare sott'acqua anche un cavallo robusto.

## Avvistamenti
Gli indigeni Tehuelche avrebbero avuto diversi incontri con questo animale, il più spiacevole dei quali sarebbe avvenuto sul finire del XIX secolo: una notte un grande animale (un Iemisch, allora ancora sconosciuto ai Tehuelche), piombò in un villaggio nei pressi di un fiume, distruggendo alcune abitazioni e creando lo scompiglio. Gli indigeni, terrorizzati, abbandonarono la zona, a cui diedero il nome di Iemisch Aiken (ovvero "scalo dello Iemisch").

## I resti di Última Esperanza

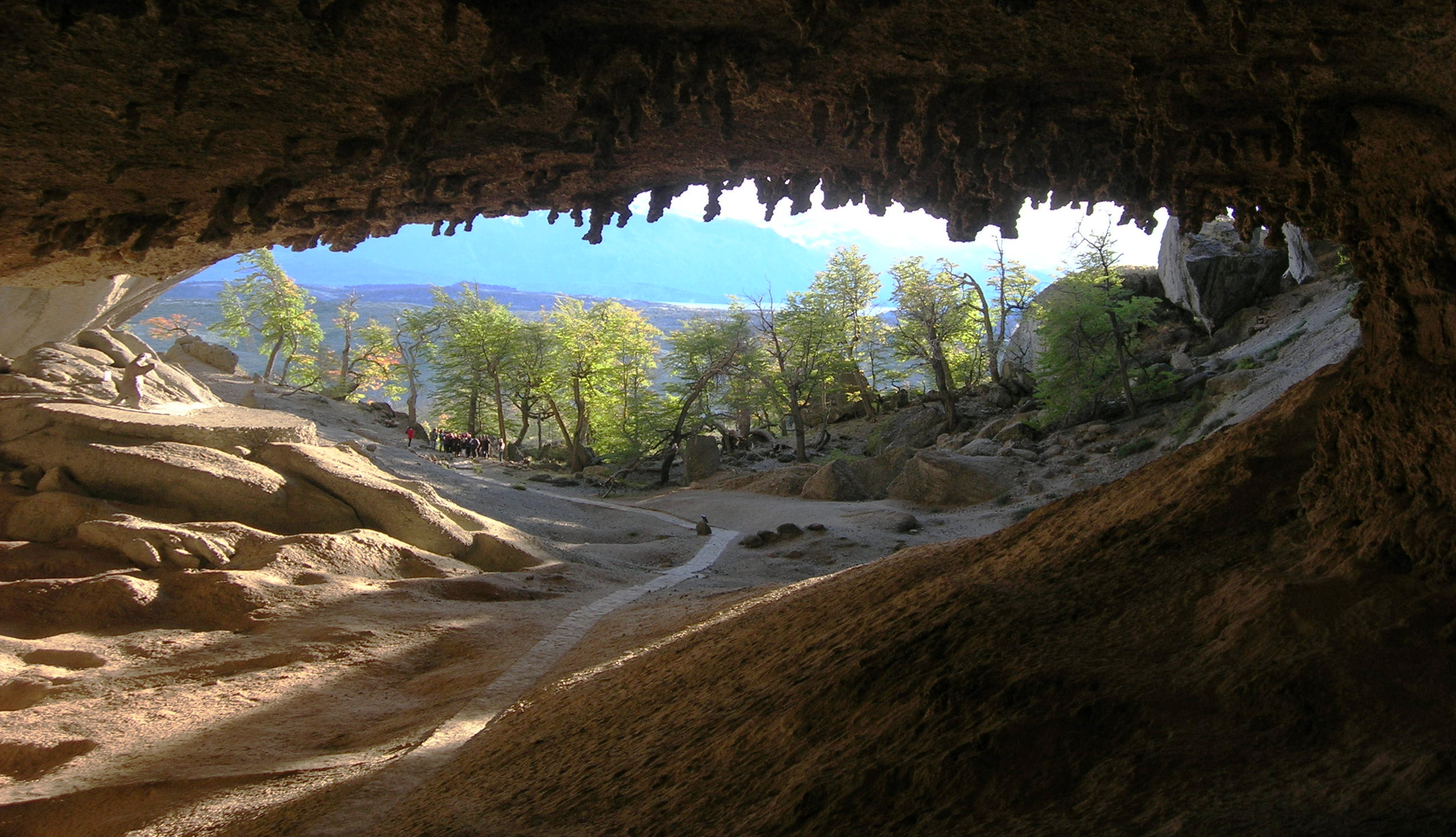
La Cueva del Milodón, dove furono trovati i resti che Florentino Ameghino attribuì allo iemisch.

Nel 1895, in una caverna presso la baia di Última Esperanza, in Cile, fu trovato un grosso pezzo di pelle con pelo e frammenti ossei. Il naturalista argentino Florentino Ameghino lo attribuì ad una sorta di grosso bradipo simile all'estinto Mylodon e coniò il nome "Neomylodon listai" (listai si riferisce a Ramón Lista) che aveva detto di aver visto un enorme pangolino: per Ameghino si trattava dell'animale di cui sosteneva l'esistenza). A suo parere, l'animale cui apparteneva la pelle era quello che nel folclore locale era detto "iemisch".
Rodolfo Hauthal, in base al ritrovamento di resti attribuiti a questo animale in una grotta con tracce di attività umana, ipotizzò pure che la bestia era stata addomesticata e la chiamò "Grypotherium domesticum" (in seguito fu proposto il nome "Iemisch listai").
Una datazione più accurata rivelò però che la pelle non era recente, ma risaliva al Pleistocene ed era appartenuta a un Mylodon.

## Ipotesi di identificazione
Secondo il paleontologo J. B. Hatcher lo iemisch era solo un animale leggenda forse ispirato dall'unione di caratteristiche della lontra e del giaguaro.
Nei grandi fiumi del Brasile esiste una lontra lunga anche due metri, il cosiddetto Saro o Arirai (Pteronura brasiliensis), la quale fu causa di leggende fino alla sua scoperta e non è improbabile che una forma più grande possa esistere (o possa essere esistita) in acque meno esplorate come quelle patagoniche.